# Montesa Cota 248
La Montesa Cota 248 fou un model de motocicleta de trial de la gamma Cota de Montesa que es fabricà entre 1980 i 1984. Llançada l'any en què Montesa guanyà el seu primer campionat del món de trial, era una actualització de la històrica Cota 247, la darrera versió de la qual -la 247 C- es fabricà justament fins al 1980. La principal diferència entre la nova Cota 248 i la 247 era estètica, ja que abandonava la imatge tradicional de les clàssiques 247 per tal d'adoptar la més actual de la Cota 349, amb el seu nou bastidor vermell de doble bressol interromput al darrere i el mateix conjunt dipòsit-selló blanc d'una sola peça abatible. Aquest model es mantingué en producció fins al llançament de la Cota 242, equipada amb un motor de cilindrada semblant però més lleugera i actual.

## Característiques
En certa manera, la Cota 248 era una versió reduïda, pel que fa al motor, de la 349. Com a successora directa de la 247, però, la Cota 248 s'identificava amb el mateix codi de model que aquella, el 21M.
Fitxa tècnica
| Cota 248           | Cota 248                          |
| ------------------ | --------------------------------- |
| Núm. Sèrie         | 21M51001-                         |
| Anys               | 1980 - 1984                       |
| CC                 | 239,3                             |
| Diàmetre x Carrera | 69 x 64 mm                        |
| Compressió         | ?                                 |
| CV                 | ?                                 |
| Carburador         | Bing 84 26 mm                     |
| Canvi              | 6 velocitats                      |
| Suspensió davant   | Forquilla telescòpica             |
| Suspensió darrera  | Amortidors hidràulics             |
| Pneumàtic davant   | 2,75 x 21                         |
| Pneumàtic darrera  | 4,00 x 18                         |
| Frens davant       | Tambor 110 mm                     |
| Frens darrera      | Tambor 110 mm                     |
| Pes en sec         | 93 Kg                             |
| Capacitat dipòsit  | 5,25 litres                       |
| Pintura dipòsit    | Blanc amb franja negra i vermella |